# Aqua Timez
Aqua Timez（アクア・タイムズ）は、日本のロックバンド。
略称・愛称は「アクア」など。

## 概要
2003年結成。2005年にミニアルバム『空いっぱいに奏でる祈り』でインディーズデビュー。収録曲「等身大のラブソング」が注目されインディーズながら80万枚を超えるセールスを記録する。2006年4月、2ndミニアルバム『「七色の落書き」』でメジャーデビュー。『NHK紅白歌合戦』に2度出演した。2018年解散。その後デビュー20周年に向けて2024年再結成。

### 誕生まで
太志とOKP-STARの出会い
太志がOKP-STARと知り合ったのは、インターネットのバンドメンバー募集掲示板「with9」であった。
太志が当時組んでいたバンドの中に7弦ギターを弾くギタリストがおり、太志が5弦ベースが演奏できる人を検索（7弦ギターの場合、基本は5弦ベースで演奏するため）したところ2人しか出てこなかった。後日、太志がその2人にメールを送った結果、返事が返ってきたのがOKP-STARのみだったため、池袋駅東口の西武百貨店池袋本店前宝くじ売り場前で待ち合わせ、そのままスタジオで音合わせをした。
Aqua Timez(AQUATIMES)結成
その後OKP-STARが、高校の同級生だった大介、大介が通う大学の同級生mayuko、友人のアビコを誘い、AQUATIMES（以下、「～S」と表記）が結成される。
当初、「Aqua Times(アクアタイムス)」と命名したが、ライブのアンケートにて、「太志くんは『アクアタイムス』って言ってるけど、本当は『アクアタイムズ』が正しいです」と指摘され、読み間違いのないよう、また、OKP-STARが画数にこだわっていたため、「Aqua Timez」に改名。
2006年、アビコが脱退。サポートメンバーだったTASSHIが『決意の朝に』のリリースと同時に正式メンバーとして加入した。
バンド名の由来
結成当時存在していた「〜Timez」という情報誌から。「Aqua」は決めなければならない締切が近付いており慌てて決めたものであったため、特に意味はない。
（以上、出典（ ）

### 解散
2018年5月8日、年内の活動をもって解散することを発表。同年11月18日、横浜アリーナで行われたラストライブ『Aqua Timez　FINAL LIVE「last dance」』の公演をもって解散した。
8thフルアルバム『二重螺旋のまさゆめ』の制作後、メンバー全員が「全てを出し切ったような、燃え尽きたような感覚」を覚え、何度も話し合った結果、「今までと同じ熱量で、この先Aqua Timezの音楽を作ることが出来ない、そして、そうなった以上、活動を続けていくことは出来ない」という結論に至り、解散に踏み切ったという。太志は解散について「やり残したことはない。才能がないのに10年以上もやりきった。本当に幸せだと思う」と語っている。
後年、太志は解散当時の心境について、活動期間中のフロントマンとしてのプレッシャーが大きく、「もうこれ以上やったら心が壊れてしまうなっていう、自分の中のコップがあふれる瞬間が訪れました。限界だなって」と振り返っている。

### 再結成
2024年7月11日、2025年8月24日にインディーズデビュー20周年を迎えるにあたり、6年ぶりに再結成することを発表。2025年末までの期間限定で活動する予定。
再結成までの経緯
2023年初頭、レコード会社のスタッフから20周年を見据えた再結成を持ち掛けられた太志がOKP-STARに連絡し、メンバーを招集。それぞれの活動の中で、10周年の日本武道館ライブの時に太志が語った「10年後また武道館で待ち合わせようぜ！」という言葉を信じ、20周年を楽しみにするAqua Timezファンが多いことを知るなど、ファンの強い思いも背中を押し、再結成を決めた。
一方、解散後音楽活動から退き、一般企業に就職するTASSHIは、当日仕事の都合で30分ほど遅れて合流した時に「やる方向で決まったから、いいよね？」と事後報告されたという。戸惑いながらも「僕自身、Aqua Timezファンだから再結成はうれしい。細かいことは後から考えよう」と現役復帰を決めた。

## メンバー

### サポートメンバー
EBIS（エビス）コーラス担当。
1978年11月12日生まれ、兵庫県神戸市出身。本名:戎 三穂(えびす みほ)
『等身大のラブソング』や『シャボン玉Days』『しおり』『No rain,No rainbow』『B with U』など、インディーズの頃から多数参加し、全国ツアーなどのライブにも参加している。
憧れのアーティストはDREAMS COME TRUEの吉田美和。
ソロシングル「線香花火feat.mie」は作詞を太志が、作曲を大介が担当している。
Aqua Timezの当初の所属事務所「メガフォースコーポレーション」に所属していた。
藤田真由美（ふじた まゆみ）コーラス担当。愛称：まゆみっくす
「"evergreen tour 2008"」や「"Music 4 Music tour 2010"」、夏フェスなどでコーラスとして参加した。
東京(2008年1月27日)、大阪(2007年2月10日)で行われたファンクラブライブに参加。その時の写真が『ほんとはね』のPVに使用されている。
モチヅキヤスノリ　キーボード担当。愛称：やっくん
「Shoes and Stargazing Tour 2014」、「sing along SINGLES tour 2015」でサポートキーボーディストとして参加。
『アスナロウ』や『未来少女』のレコーディングにも参加している。

### 元メンバー
アビコ 　ドラム担当。
1983年2月21日（42歳）生まれ、三重県熊野市出身、A型。
メンバー時代の名前は「アビコパラディドル」。
2006年3月、『「七色の落書き」』の発表をもって脱退。
水彩画が得意で、「～S」時代はジャケットのイラストを手掛けており、当時は路上ライブなどでポストカードも販売していた。自身のサイトには当時のシングル「いつもいっしょ」のジャケットイラストも展示されている。
脱退後はレイ・マストロジョバンニ率いるバンド「NEON GRAVITY(ネオン・グラヴィティ)」のドラマーとして活動。
「SUMMER SONIC 08」のダンスステージに出演。
現在はソロプロジェクト「ABBYMAN」として活動している。

## 来歴
2000年
- インターネット上のバンドメンバー募集サイト「with9」で太志とOKP-STARが出会う [44]。その後すぐスタジオに入り音合わせをした。

2003年
- OKP-STARが亜細亜大学在学中に中央大学軽音楽同好会のメンバーを誘い、「AQUA TIMES」結成。当初は全て大文字で読みは「アクアタイムス」であった。
- 新星堂オーディション「CHANCE!」 関東（東京・千葉・神奈川）地区大会最優秀賞受賞。

2004年
- 新星堂オーディション「CHANCE!」 関東（東京・千葉・神奈川）地区大会最優秀賞受賞。(2年連続関東地区最優秀賞受賞)
- 自主制作アルバム『悲しみの果てに灯る光』、下半期に自主制作シングル『いつもいっしょ』を販売。

2005年
- バンド名を現在の「Aqua Timez」に改名。
- 8月24日 - MEGAFORCE CORPORATIONから1stミニアルバム『空いっぱいに奏でる祈り』でインディーズデビュー。
- 10月7日 - bayfmでレギュラーラジオ番組「アクアトレイン」放送開始。

2006年
- 2月20日 - 『空いっぱいに奏でる祈り』がオリコン週間アルバムチャートで1位を獲得。
- 4月5日 - 2ndミニアルバム『「七色の落書き」』でメジャーデビュー。
- 7月5日 - 1stシングル『決意の朝に』発売。
- 8月17日 - ツアー「"SUMMER LIVE TOUR 06"」がスタート。7公演を行う。
- 10月28日 - 初となる学園祭ツアーがスタート。5公演を行う。
- 11月1日 - 配信限定シングル『いつもいっしょ』をリリース。
- 11月22日 - 2ndシングル『千の夜をこえて』発売。
- 12月6日 - 1stフルアルバム『風をあつめて』発売。
- 12月31日 - 第57回NHK紅白歌合戦で紅白初出場を果たす（歌唱曲は『決意の朝に』）。

2007年
- 3月2日 - ツアー「the "BiG BaNG" tour '07」がスタート。しかし翌3日の滋賀公演直後、太志が急性声帯炎と診断されたため、以降の公演を延期。
- 5月9日 - 3rdシングル『しおり』発売。
- 8月1日 - 4thシングル『ALONES』発売。
- 8月4日 - ツアー「the "BiG BaNG" tour '07」が再スタート。
- 10月31日 - 5thシングル『小さな掌』発売。
- 11月11日 - 「ポッキー＆プリッツの日 文化祭」にゲスト出演[45]。
- 11月21日 - 2ndフルアルバム『ダレカの地上絵』発売。

2008年
- 2月9日 - 配信限定シングル『ほんとはね』をリリース。
- 3月15日 - ツアー「"evergreen tour 2008"」がスタート。17公演を行う。
- 3月29日 - 「卒フェス2008 〜サクラサクトキトビラアク〜 」に出演。
- 5月8日 - 6thシングル『虹』発売。
- 7月5日 - 「三瀬プラネットジャム」に出演。
- 7月10日 - 「ミュ～フェス2008」に出演。
- 7月19日 - 「JUPITER音楽祭 2008」に出演。
- 7月27日 - 「MEET THE WORLD BEAT 2008」に出演。
- 8月23日 - 「SOUND MARINA 2008 ～ Feel the Voice 7 ～」に出演。
- 10月1日 - 7thシングル『夏のかけら』発売。
- 12月31日 - 第59回NHK紅白歌合戦に二度目の出場（歌唱曲は『虹』）。

2009年
- 1月14日 - 8thシングル『Velonica』発売。
- 1月25日 - 「オンタマカーニバル2009」に出演。
- 2月2日 - 「MTV & Levi's presents UNBUTTONED. [the event] 」に出演。
- 2月7日 - 「Livejack vol.3」に出演。
- 2月21日 - 「Music Saves the Earth'09」に出演。
- 3月4日 - 9thシングル『STAY GOLD』発売。
- 3月11日 - 3rdフルアルバム『うたい去りし花』発売。
- 3月20日 - ツアー「"still connected tour '09"」がスタート。追加公演を含む29公演を行う。
- 7月29日 - 10thシングル『プルメリア 〜花唄〜』発売。
- 8月23日 - 「MONSTER baSH 2009」に出演。
- 9月12日 - 「ベリテンライブ2009」に出演。
- 9月13日 - 音楽雑誌『PATi PATi』創刊25周年ライブイベント「PATi PATi Thanks♥25」に出演。
- 10月14日 - 自身初となるベストアルバム『The BEST of Aqua Timez』を発売。このアルバムで、史上初のインディーズ&メジャー両時代でのオリコン1位を獲得した。
- 10月21日 - 「SUPER DRY THE LIVE」に出演。
- 12月23日 -  自身初のLIVE DVD『Aqua Timez still connected tour '09』を発売。

2010年
- 1月27日 - 11thシングル『絵はがきの春』発売。
- 2月7日 - 「Livejack Special II ～Stories -Drama×Songs～」に出演。
- 3月10日 - ツアー「"Music 4 Music tour 2010"」がスタート。追加公演を含む24公演を行う。
- 7月25日 - 「MEET THE WORLD BEAT 2010」に出演。
- 8月2日 - ファンクラブ限定ツアー「"The FANtastic Tour 2010"」がスタート。6公演を行う。
- 8月3日 - サマーツアー「"TAKE A 'STAND' TOUR 2010"」がスタート。6公演を行う。
- 8月25日 - LIVE DVD 『Aqua Timez Music 4 Music tour 2010』発売。
- 8月28日 - 「音楽と髭達2010 -GENERATION-」に出演。
- 9月12日 - 「SOUND MARINA'10 -Arena Special-」に出演。
- 10月13日 - 12thシングル『GRAVITY Ø』発売。
- 10月23日 - 「LEGEND OF MASTERPIECE Vol.8」に大介が出演。
- 11月3日 - 「LOTTE × Sony Music 『歌のあるガム』プロジェクト2010 CM・メジャーデビューコンテストNEXT」にゲスト出演[46]。
- 11月23日 - 「AgeStock2010 in 横浜アリーナ」に出演。

2011年
- 1月26日 - 13thシングル『真夜中のオーケストラ』発売。
- 2月16日 - 4thフルアルバム『カルペ・ディエム』発売。
- 6月4日 - ツアー「"Carpe diem tour 2011"」がスタート。Aqua Timez初の日本武道館公演を含む25公演を行う。
- 9月9日 - 東北ライブハウスツアー「"Make the Best of Tour 2011"」がスタート。3公演を行う。
- 9月18日 - 「イナズマロックフェス 2011」に出演。
- 11月15日 -「 AKB48 Team Ogi祭り2011」に太志がサプライズ出演。
- 12月21日 - LIVE DVD『Aqua Timez "Carpe diem Tour 2011" 日本武道館』を発売。自身初となるBlu-ray Disc盤も同日発売。

2012年
- 2月22日 - 14thシングル『MASK』発売。
- 8月4日 - 韓国・麗水で行われた「Asia Song Festival 2012」に出演。自身初となる海外公演となった[47]。
- 8月10日 - 「神宮外苑花火大会」のライブイベントに出演。
- 8月21日 - ファンクラブ限定ツアー「"The FANtastic Tour 2012"」がスタート。3公演を行う。
- 8月22日 - 15thシングル『つぼみ』発売。
- 9月5日 - 5thフルアルバム『because you are you』発売。
- 10月25日 - ツアー「"because we are we" tour 2012-2013」がスタート。25公演を行う。

2013年
- 4月21日 - 「OTODAMA IN HAWAII 前夜祭」でキマグレンと共演。
- 4月25日 - 尾崎豊のトリビュートイベント「集まれOZAKI～OSAKA OZAKI NIGHT～」に太志が出演。尾崎豊の楽曲であるDriving All Night、Oh My Little Girlの2曲を歌唱した。
- 5月12日 - ハワイ・ホノルルで行われた「HONOLULU EKIDEN＆MUSIC 2013 produced by OTODAMA」に出演。
- 8月12日 - 対バンツアー「"two timez one night tour"2013」がスタート。5公演を行う。
- 11月27日 - 16thシングル『エデン』、LIVE DVD＆Blu-ray『Aqua Timez “because we are we” tour 2012-2013』を同時発売。

2014年
- 3月14日 - ファンクラブ限定ツアー「"The FANtastic Tour 2014"」がスタート。3公演を行う。
- 4月2日 - 配信限定シングル『手紙返信』をリリース。
- 5月9日 - 太志の初となるソロツアー「"Aqua Timez 太志 ひなたにユメを散らかして TOUR 2014"」がスタート。5公演を行う。
- 8月27日 - 6thフルアルバム『エルフの涙』発売。
- 9月13日 - ツアー「"Shoes and Stargazing Tour 2014"」がスタート。20公演を行う。
- 12月3日 - 17thシングル『生きて』発売。
- 12月31日 - 自身初となるファンクラブ限定カウントダウンライブ「The FANtastic COUNTDOWN 2014-2015」を開催。

2015年
- 3月1日 - 「ガリゲル音楽祭　おとあい4」に出演。
- 4月8日 - 配信限定シングル『さくら道』をリリース。
- 5月6日 - 配信限定シングル『ねがお』をリリース。
- 5月27日 - LIVE DVD＆Blu-ray『Aqua Timez  Shoes and Stargazing Tour 2014』を発売。
- 6月3日 - 配信限定シングル『シンガロング』をリリース。
- 6月4日 - ツアー「"sing along SINGLES tour 2015"」がスタート。8公演を行う。
- 8月5日 - 18thシングル『最後までII』発売。
- 8月16日 - ツアー「"sing along SINGLES tour 2015"」のファイナルで、Aqua Timez2度目の日本武道館公演「sing along SINGLES tour 2015 ～シングル18曲一本勝負プラスα～」を行う。
- 8月24日 -  デビュー10周年記念に、自身初となる書籍『流るる風の跡を Aqua Timez 10th Anniversary Book』を発売。翌25日に ベストアルバム『10th Anniversary Best RED』、『10th Anniversary Best BLUE』を発売。
- 11月8日 -　自身初となる47都道府県ツアー「"Back To You" tour 2015-2016」がスタート。50公演を行う。
- 11月9日 - 配信限定シングル『閃光』をリリース。
- 12月23日 - LIVE DVD＆Blu-ray 『Aqua Timez sing along SINGLES tour 2015 〜シングル18曲一本勝負プラスα〜日本武道館』を発売。
- 12月28日 - 「COUNTDOWN JAPAN 15/16」に出演。
- 12月31日 - ファンクラブ限定カウントダウンライブ「The FANtastic COUNTDOWN 2015 - 2016」を開催。

2016年
- 6月1日 - 配信限定シングル『We must』をリリース。
- 7月16日 - 千葉県 幕張メッセイベントホールにて開催された「ANI-ROCK FES. 銀魂 LIVE CARNIVAL 2016」に出演。共演はOKAMOTO'S、SPYAIR、CHiCO with HoneyWorks、DOES、ねごと。
- 8月2日 - 全国ツアー「UVERworld SUMMER TOUR 2016」の前哨戦にゲストとして出演し、UVERworldとの対バンライブを行う。
- 8月13日 - 「ROCK IN JAPAN FESTIVAL 2016」に出演。
- 9月28日 - 19thシングル『12月のひまわり』発売。
- 10月2日 - 岐阜市観光大使に任命される[48]。
- 12月14日 - 7thフルアルバム『アスナロウ』発売。
- 12月24日 - 自身初となるファンクラブ限定クリスマスライブ「The FANtastic Xmas in OSAKA」を開催。
- 12月28日 - 「COUNTDOWN JAPAN  16/17」に出演。
- 12月31日 - ファンクラブ限定カウントダウンライブ「The FAN Da Classic  COUNTDOWN 2016-2017」を開催。

2017年
- 1月25日 - 自身初のライブ＆ドキュメンタリー映像作品『Aqua Timez 47都道府県"Back to You"tour 2015-2016 Live & Documentary』を発売。
- 2月4日 - ツアー「"アスナロウ TOUR 2017"」がスタート。13公演を行う。
- 5月5日 - 「JAPAN JAM 2017」に出演。
- 5月13日 - ツアー「アスナロウ TOUR 2017“season2”」がスタート。24公演を行う。
- 8月5日 - ツアー「"アスナロウ TOUR 2017"」 のファイナル公演「アスナロウ TOUR 2017 FINAL"narrow narrow"」を開催。
- 8月12日 - 「ROCK IN JAPAN FESTIVAL 2017」に出演。
- 8月24日 - 「Aqua Timez 12th Anniversary LIVE 0824」をTSUTAYA O-EASTにて開催。
- 9月8日 - 「Shout it Out presents 2MAN LIVE TOUR『虎の威を借り、狩られる狐～Season 2～」に出演。Shout it Out とツーマンライブを行う。
- 12月22日 - ファンクラブ限定ツアー「"The FANtastic Tour 2017"」がスタート。3公演を行う。
- 12月28日 - 「COUNTDOWN JAPAN  17/18」に出演。

2018年
- 1月31日 - LIVE DVD＆Blu-ray『Aqua Timez アスナロウ TOUR 2017 FINAL "narrow narrow"』、ライブアルバム『Aqua Timez アスナロウ TOUR 2017 FINAL "narrow narrow"』を同時発売。
- 3月23日 -「ROCK KIDS 802-OCHIKEN Goes ON!!- ラジ友 春のオト祭り！～Spark-Ring LIVE～」に出演。Mrs. GREEN APPLE、パノラマパナマタウンと対バンを行う。
- 4月25日 - 8thフルアルバム『二重螺旋のまさゆめ』発売。事実上、解散前最後のオリジナルアルバム。
- 5月8日 - 年内での解散を発表[11][49]。
- 5月12日 - ツアー「"Present is a Present tour 2018"」がスタート。29公演を行う。
- 8月4日 - 「ROCK IN JAPAN FESTIVAL 2018」に出演。
- 10月21日 - 「ちばアクアラインマラソン2018」にゲストランナーとして出演[50]。
- 11月1日 - 「チュートリアルの徳ダネ福キタル♪SPECIAL LIVE vol.7」に出演。鶯谷フィルハーモニー、グッドモーニングアメリカ、緑黄色社会と対バンを行う。
- 11月18日 - ラストライブ『Aqua Timez　FINAL LIVE「last dance」』を開催[51]。この日をもって解散。
- 11月30日 - レギュラーラジオ番組『アクアトレイン』放送終了。
- 12月31日 - 公式ファンクラブ「team AQUA」サービス終了。

2019年
- 3月27日 - LIVE DVD＆Blu-ray『Aqua Timez FINAL LIVE 「last dance」』、ライブアルバム『Aqua Timez FINAL LIVE「last dance」』を同時発売。

2024年
- 7月11日 - 再結成を発表。同日12時には公式ファンクラブ「teamAQUA」を再開設。
- 8月2日 - 東京・Spotify O-EASTで「teamAQUA」会員限定ライブ「The FANtastic Live Re:loaded」を開催。
- 8月9日 - YouTubeチャンネル『THE FIRST TAKE』に出演し、6thシングル『虹』をパフォーマンス[52]。同月21日には再登場し、2ndシングル『千の夜をこえて』をパフォーマンスした[53]。
- 8月10日 - 「東日本大震災・九州災害復興チャリティー 2024 神宮外苑花火大会」に出演。
- 8月17日 - 「SUMMER SONIC 2024」に出演。
- 8月19日 - TBSテレビ『CDTVライブ!ライブ!』に再結成後初となるテレビ出演。
- 8月24日 - 再結成後初となる新曲『ヒトシズク』を配信リリース。
- 10月16日 - 東名阪ツアー「re:connected」がスタート。全5公演を行う。
- 10月19日 - 「LIVE AZUMA 2024」に出演。
- 12月28日 - 「COUNT DOWN JAPAN 24/25」に出演。

2025年
- 2月17日 - 配信限定シングル『深呼吸の理由』をリリース。
- 3月15日 - 京都・平安神宮にて「平安神宮御鎮座百三十年記念 Aqua Timez in 平安神宮 Special Live」を開催。
- 3月21日 - 『週刊少年ジャンプ』公式YouTubeチャンネルにて、TVアニメ『BLEACH』とのスペシャルMVを公開。翌22日には、当MVに使用された新曲『OLDROSE』を配信リリース[54]。
- 3月29日 - ツアー「Re:visit tour 2025」がスタート。
- 5月5日 - 「JAPAN JAM 2025」に出演。
- 8月30日・31日 - 『Aqua Timez 20th Thanksgiving Live「空いっぱいに奏でる祈り」』を東京ガーデンシアターにて2DAYS開催予定。
- 9月28日 - 『Aqua Timez 20th Thanksgiving Live「空いっぱいに奏でる祈り」』の追加公演を兵庫・GLION ARENA KOBEにて開催予定。
- 10月20日 - MTV主催のライブイベント「Cross-stage Vol.1: Aqua Timez × TOMOO」に出演。TOMOOとの対バンライブとなる。
- 12月26日・27日 - 『Aqua Timez 20th Live -OLDROSE-』を国立代々木競技場　第一体育館にて開催予定。

## ディスコグラフィ

### シングル
| 枚       | 発売日         | タイトル             | 規格      | 規格品番                                                                  | 最高位 | 収録アルバム        |
| -------- | -------------- | -------------------- | --------- | ------------------------------------------------------------------------- | ------ | ------------------- |
| 自主制作 | 2004年9月19日  | いつもいっしょ       | CD        |                                                                           |        | 風をあつめて        |
| 1st      | 2006年7月5日   | 決意の朝に           | CD        | ESCL-2844                                                                 | 4位    | 風をあつめて        |
| 2nd      | 2006年11月22日 | 千の夜をこえて       | CD+DVD CD | ESCL-2901/2(初回生産限定盤) ESCL-2903/4(期間生産限定盤) ESCL-2905(通常盤) | 5位    | 風をあつめて        |
| 3rd      | 2007年5月9日   | しおり               | CD        | ESCL-2944                                                                 | 5位    | ダレカの地上絵      |
| 4th      | 2007年8月1日   | ALONES               | CD        | ESCL-2981                                                                 | 3位    | ダレカの地上絵      |
| 5th      | 2007年10月31日 | 小さな掌             | CD        | ESCL-3003                                                                 | 4位    | ダレカの地上絵      |
| 6th      | 2008年5月8日   | 虹                   | CD        | ESCL-3064                                                                 | 2位    | うたい去りし花      |
| 7th      | 2008年10月1日  | 夏のかけら           | CD        | ESCL-3105                                                                 | 8位    | うたい去りし花      |
| 8th      | 2009年1月14日  | Velonica             | CD        | ESCL-3147                                                                 | 2位    | うたい去りし花      |
| 9th      | 2009年3月4日   | STAY GOLD            | CD+DVD    | ESCL-3165/6 (完全限定盤)                                                  | 11位   | うたい去りし花      |
| 10th     | 2009年7月29日  | プルメリア 〜花唄〜  | CD        | ESCL-3243                                                                 | 7位    | カルペ・ディエム    |
| 11th     | 2010年1月27日  | 絵はがきの春         | CD        | ESCL-3361                                                                 | 8位    | カルペ・ディエム    |
| 12th     | 2010年10月13日 | GRAVITY Ø            | CD        | ESCL-3524                                                                 | 5位    | カルペ・ディエム    |
| 13th     | 2011年1月26日  | 真夜中のオーケストラ | CD        | ESCL-3635                                                                 | 12位   | カルペ・ディエム    |
| 14th     | 2012年2月22日  | MASK                 | CD        | ESCL-3851                                                                 | 10位   | because you are you |
| 15th     | 2012年8月22日  | つぼみ               | CD        | ESCL-3958                                                                 | 14位   | because you are you |
| 16th     | 2013年11月27日 | エデン               | CD        | ESCL-4130(期間生産限定盤) ESCL-4129(通常盤)                               | 22位   | エルフの涙          |
| 17th     | 2014年12月3日  | 生きて               | CD+DVD CD | ESCL-4330/1(初回生産限定盤) ESCL-4332(通常盤)                             | 23位   | アスナロウ          |
| 18th     | 2015年8月5日   | 最後までII           | CD+DVD CD | ESCL-4498/9(期間生産限定盤) ESCL-4497(通常盤)                             | 31位   | アスナロウ          |
| 19th     | 2016年9月28日  | 12月のひまわり       | CD+DVD CD | ESCL-4689/90(初回生産限定盤) ESCL-4691(通常盤)                            | 22位   | アスナロウ          |

#### 配信限定シングル
|      | 配信開始日    | タイトル       | 規格                   | 収録アルバム   |
| ---- | ------------- | -------------- | ---------------------- | -------------- |
| 1st  | 2006年11月1日 | いつもいっしょ | デジタル・ダウンロード | 風をあつめて   |
| 2nd  | 2008年2月9日  | ほんとはね     | デジタル・ダウンロード | うたい去りし花 |
| 3rd  | 2014年4月2日  | 手紙返信       | デジタル・ダウンロード | エルフの涙     |
| 4th  | 2015年4月8日  | さくら道       | デジタル・ダウンロード | 未収録         |
| 5th  | 2015年5月6日  | ねがお         | デジタル・ダウンロード | 未収録         |
| 6th  | 2015年6月3日  | シンガロング   | デジタル・ダウンロード | 未収録         |
| 7th  | 2015年11月9日 | 閃光           | デジタル・ダウンロード | アスナロウ     |
| 8th  | 2016年6月1日  | We must        | デジタル・ダウンロード | アスナロウ     |
| 9th  | 2024年8月24日 | ヒトシズク     | デジタル・ダウンロード |                |
| 10th | 2025年2月17日 | 深呼吸の理由   | デジタル・ダウンロード |                |
| 11th | 2025年3月22日 | OLDROSE        | デジタル・ダウンロード |                |

### アルバム

#### オリジナル・アルバム
| 枚  | 発売日         | タイトル            | 規格             | 規格品番                                                                 | 最高位 |
| --- | -------------- | ------------------- | ---------------- | ------------------------------------------------------------------------ | ------ |
| 1st | 2006年12月6日  | 風をあつめて        | CD+DVD CD        | ESCL-2906/07 (初回生産限定盤) ESCL-2908(通常盤)                          | 6位    |
| 2nd | 2007年11月21日 | ダレカの地上絵      | CD               | ESCL-3011                                                                | 2位    |
| 3rd | 2009年3月11日  | うたい去りし花      | CD               | ESCL-3158(初回生産限定盤) ESCL-3159(通常盤)                              | 4位    |
| 4th | 2011年2月16日  | カルペ・ディエム    | CD+DVD CD        | ESCL-3545/6(初回生産限定盤) ESCL-3547(通常盤)                            | 3位    |
| 5th | 2012年9月5日   | because you are you | CD+DVD CD        | ESCL-3960/1(初回生産限定盤) ESCL-3962(通常盤)                            | 5位    |
| 6th | 2014年8月27日  | エルフの涙          | CD+DVD CD CD+DVD | ESCL-4265/6(初回生産限定盤) ESCL-4267(通常盤) ESC8-3/4(team AQUA限定盤)  | 9位    |
| 7th | 2016年12月14日 | アスナロウ          | CD+DVD CD CD+DVD | ESCL-4767/8(初回生産限定盤) ESCL-4769(通常盤) ESC8-21/2(team AQUA限定盤) | 14位   |
| 8th | 2018年4月25日  | 二重螺旋のまさゆめ  | CD+DVD CD CD+DVD | ESCL-5054/5(初回生産限定盤) ESCL-5056(通常盤) ESC8-48/9(team AQUA限定盤) | 15位   |

#### ミニ・アルバム
| 枚       | 発売日                        | タイトル               | 規格 | 規格品番  | 最高位 |
| -------- | ----------------------------- | ---------------------- | ---- | --------- | ------ |
| 自主制作 | 2004年4月24日                 | 悲しみの果てに灯る光   | CD   |           |        |
| 1st      | 2005年8月24日（インディーズ） | 空いっぱいに奏でる祈り | CD   | SHCC-0002 | 1位    |
| 2nd      | 2006年4月5日                  | 「七色の落書き」       | CD   | ESCL-2806 | 5位    |

#### ベスト・アルバム
| 枚  | 発売日         | タイトル                   | 規格              | 規格品番                                                                  | 最高位 |
| --- | -------------- | -------------------------- | ----------------- | ------------------------------------------------------------------------- | ------ |
| 1st | 2009年10月14日 | The BEST of Aqua Timez     | 2CD+DVD 2CD       | ESCL-3300/2(初回生産限定盤) ESCL-3303/4(通常盤)                           | 1位    |
| 2nd | 2015年8月25日  | 10th Anniversary Best RED  | CD+DVD CD 2CD+DVD | ESCL-4509/10(初回生産限定盤) ESCL-4511(通常盤) ESC8-9/11(team AQUA限定盤) | 8位    |
| 2nd | 2015年8月25日  | 10th Anniversary Best BLUE | CD+DVD CD 2CD+DVD | ESCL-4512/3(初回生産限定盤) ESCL-4514(通常盤) ESC8-12/14(team AQUA限定盤) | 9位    |

#### ライブ・アルバム
| 枚  | 発売日        | タイトル                                              | 規格 | 規格品番    | 最高位 |
| --- | ------------- | ----------------------------------------------------- | ---- | ----------- | ------ |
| 1st | 2018年1月31日 | Aqua Timez アスナロウ TOUR 2017 FINAL "narrow narrow" | 2CD  | ESCL-4967/8 | 55位   |
| 2nd | 2019年3月27日 | Aqua Timez FINAL LIVE「last dance」                   | 3CD  | ESCL-5210/2 | 23位   |

### DVD & Blu-ray Disc
| 枚  | 発売日         | タイトル                                                                          | 規格        | 規格品番                                                            | 最高位 | 最高位 |
| 枚  | 発売日         | タイトル                                                                          | 規格        | 規格品番                                                            | DVD    | BD     |
| --- | -------------- | --------------------------------------------------------------------------------- | ----------- | ------------------------------------------------------------------- | ------ | ------ |
| 1st | 2009年12月23日 | Aqua Timez still connected tour '09                                               | DVD         | ESBL-2272                                                           | 22位   | -      |
| 2nd | 2010年8月25日  | Aqua Timez Music 4 Music tour 2010                                                | DVD         | ESBL-2281(初回生産限定盤) ESBL-2282(通常盤)                         | 15位   | -      |
| 3rd | 2011年12月21日 | Aqua Timez "Carpe diem Tour 2011" 日本武道館                                      | 2DVD DVD BD | ESBL-2297/8(初回生産限定盤) ESBL-2299(通常盤) ESXL-12(Blu-ray Disc) | 32位   | -      |
| 4th | 2013年11月27日 | Aqua Timez “because we are we” tour 2012-2013                                     | DVD BD      | ESBL-2345(DVD) ESXL-35(Blu-ray Disc)                                | 23位   | 53位   |
| 5th | 2015年5月27日  | Aqua Timez Shoes and Stargazing Tour 2014                                         | DVD BD      | ESBL-2399(DVD) ESXL-58(Blu-ray Disc)                                | 19位   | 57位   |
| 6th | 2015年12月23日 | Aqua Timez sing along SINGLES tour 2015 〜シングル18曲一本勝負プラスα〜日本武道館 | 2DVD BD     | ESBL-2426/7(DVD) ESXL-75(Blu-ray Disc)                              | 52位   | 106位  |
| 7th | 2017年1月25日  | Aqua Timez 47都道府県"Back to You"tour 2015-2016 Live & Documentary               | DVD BD      | ESBL-2462(DVD) ESXL-107(Blu-ray Disc)                               | 35位   | 82位   |
| 8th | 2018年1月31日  | Aqua Timez アスナロウ TOUR 2017 FINAL "narrow narrow"                             | DVD BD      | ESBL-2505(DVD) ESXL-134(Blu-ray Disc)                               | 19位   | 40位   |
| 9th | 2019年3月27日  | Aqua Timez FINAL LIVE 「last dance」                                              | 2DVD BD     | ESBL-2558/9(DVD) ESXL-168(Blu-ray Disc)                             | 7位    | 25位   |

### 参加作品
| 発売日         | タイトル                                                      | 規格    | 規格品番                   | 収録曲                              |
| -------------- | ------------------------------------------------------------- | ------- | -------------------------- | ----------------------------------- |
| 2008年12月17日 | BLEACH BEST TUNES                                             | CD+DVD  | SVWC-7600(期間生産限定盤)  | ALONES 千の夜をこえて               |
| 2010年3月3日   | Lovers House～Honey～                                         | CD      | ZLCP-0009                  | 虹                                  |
| 2010年12月1日  | BLEACH BERRY BEST                                             | CD+DVD  | SVWC-7729(期間生産限定盤)  | Velonica                            |
| 2011年1月26日  | ぜんぶ恋がかなう歌 ～歌詞伝説～                               | CD      | BVCL-170                   | シャボン玉Days                      |
| 2011年4月27日  | 豆富小僧 オリジナル･サウンドトラック                          | CD      | ESCL-3678                  | 銀河鉄道の夜                        |
| 2012年4月25日  | BLEACH BEST TRAX                                              | CD+DVD  | SVWC-7838(期間生産限定盤)  | MASK                                |
| 2012年7月18日  | NARUTO GREATEST HITS！！！！！                                | CD+DVD  | SVWC-7861(期間生産限定盤)  | 真夜中のオーケストラ                |
| 2013年9月11日  | 集まれOZAKI 〜OSAKA OZAKI NIGHT〜                             | DVD     | SRBL-1585                  | Driving All Night Oh My Little Girl |
| 2014年6月4日   | THE BEST OF MAGI                                              | 2CD+DVD | SVWC-7995(期間生産限定盤)  | エデン                              |
| 2014年8月27日  | オールスター・ムービー・ヒッツ                                | 2CD     | MHCL-2466                  | プルメリア ～花唄～                 |
| 2017年8月9日   | ラブとポップ ～好きだった人を思い出す歌がある～ mixed by DJ和 | CD      | AICL-3379                  | 千の夜をこえて                      |
| 2017年12月13日 | 銀魂BEST4                                                     | CD+DVD  | SVWC-70323(期間生産限定盤) | 最後までⅡ                           |

### 楽曲提供
- SMAP 「だいじょうぶ」（2006年）
- EBIS 「線香花火 feat. MIE」
- 北乃きい 「ラズベリージャム」（2013年） - 自身初となるサウンドプロデュースも手掛けている。
- 金木和也 「ラッキー」「ワンダーランド」（2014年） - 「ラッキー」を大介、「ワンダーランド」をOKP-STARがサウンドプロデュース。
- HKT48「充分、しあわせ」（2022年） - 太志が作曲、大介が編曲を担当。
- 岡田奈々「5月にふたりは嘘をつく」（2024年） - 大介が作曲・編曲を担当。
- SUPER☆GiRLS「Re Star☆T!!!!!!」（2025年） - 大介が作曲・編曲を担当。

### 参加楽曲
- 林明日香 「オラシオンのテーマ 〜共に歩こう〜」（2017年） - 太志が作詞を担当。

### インディーズ時代の曲
インディーズ時代の公式ホームページで試聴可能だったものだが、いずれも再製作日は未定である。
- 探し物はなんですか?（"The FANtastic Tour 2010"で披露された）
- ツヨクアレ
- だいじょうぶ。（SMAPへの提供曲であり、インディーズ時代のシングル『いつもいっしょ』に収録。2012年8月31日放送の「僕らの音楽」で披露された）
- 挑戦者
- ヴァーチャル・ミラーボール（2004年にライブで演奏）
- 大きな木の下で（タイトルを『ガーネット』に変更して再録し、2ndフルアルバム『ダレカの地上絵』に収録）
- 歌い去りし花（大幅にリメイクしタイトルを『うたい去りし花』に変更して再録し、3rdフルアルバム『うたい去りし花』に収録）

### その他
- 『流るる風の跡を Aqua Timez 10th Anniversary Book』（シンコーミュージック・エンタテイメント）
2015年8月24日、デビュー10周年を記念して発売された、初のオフィシャルアーティストブック。
- 『ひなたにユメを散らかして』
「"Aqua Timez 太志 ひなたにユメを散らかして TOUR 2014"」のツアーグッズとして発売された、太志の詩集。岐阜市立中央図書館に所蔵されている。

## イベント

### LIVE
- 神奈川県 川崎ラ・チッタ・デッラ噴水広場（フリーライブ）（2006年1月29日）
- 大阪府 心斎橋ミューズホール大阪（2006年3月12日）⇒初のワンマンライブ
- 宮城県 仙台CLUB JUNK BOX　「Bring it on」（2006年3月21日）
- 千葉県 bay fm MUSICDAY VOL .1（2006年3月25日）
- 東京都 渋谷CLUB QUATTRO（2006年5月10日）
- 愛知県 Electric Lady Land（2006年5月26日）
- 大阪府 大阪BIGCAT（2006年5月28日）
- 長崎県 長崎市公会堂「AUTUMN LIVE2006」（2006年11月27日）⇒初のホールライブ
- 東京都 渋谷C.C.Lemonホール「WINTER LIVE“NO RAIN,NO RAINBOW NIGHT”」（2006年12月7日）
- 東京都 ミューコミュニケーション Vol.3 in タワーレコード渋谷（2006年12月20日）
- 長野県 青春応援スペシャルライブ第一弾「松本松南高等学校」（2006年12月20日）
- 大阪府 青春応援スペシャルライブ第二弾「大阪女学院」（2008年2月12日）
- 東京都 中野区成人式サプライズライブ 中野サンプラザ（2009年1月12日）
- 大阪府 〜関西大学学園祭ライブ Aqua Timez special times 2009 in kandai〜 「関西大学」(2009年11月3日)
- 東京都 LIQUID ROOM コイケヤ/フレンテ・インターナショナル Presents 「MUSIC ON! TV プレミアム LIVE 〜Aqua Timez〜」（2010年9月26日）
- 東京都 上野恩賜公園野外ステージ 「カルペ・ディエム」発売記念ライブ（2011年2月27日）⇒初のアルバム発売記念ライブ
- 岐阜県 みんなの森 ぎふメディアコスモス みんなの広場カオカオ「12月のひまわり」お披露目イベント(フリーライブ) (2016年10月2日)
- 神奈川県 とどろきアリーナ「川崎市成人式」ゲスト出演（2017年1月9日）⇒太志は急性中耳炎のため急遽欠席。4人のみでライブを行った
- 岐阜県 岐阜市民会館「まだ、はじまったばかりプロジェクト」～決意の朝に2017～ (2017年4月29日)
- 神奈川県 横浜アリーナ『Aqua Timez　FINAL LIVE「last dance」』(2018年11月18日)
- 東京都 Spotify O-EAST 「teamAQUA」会員限定ライブ「The FANtastic Live Re:loaded」（2024年8月2日）
- 京都府 平安神宮「平安神宮御鎮座百三十年記念 Aqua Timez in 平安神宮 Special Live」（2025年3月15日）

## 出演

### NHK紅白歌合戦出場歴
| 年度/放送回               | 回 | 曲目       |
| ------------------------- | -- | ---------- |
| 2006年（平成18年）/第57回 | 初 | 決意の朝に |
| 2008年（平成20年）/第59回 | 2  | 虹         |

### ラジオ番組
- アクアトレイン（bayfm、2005年10月7日 - 2018年11月30日）- レギュラー番組。
- ARTIST PRODUCE SUPER EDITION（JFN系列、2015年8月）- 2015年8月度のマンスリーパーソナリティを担当。
- Aqua Timezのオールナイトニッポン0(ZERO)（ニッポン放送、2024年9月7日放送）

### CM
- 株式会社レコチョク 『レコチョクの小部屋 「Aqua Timez」篇』（2009年）

## プロモーションビデオ
- 等身大のラブソング
埼玉県大宮駅西口での路上ライブの模様を使用している。
- 一生青春
インディーズ時代のLIVE映像を使用している。
過去にSPACE SHOWER TVで放送されており、ホームページ内の「ミュージックビデオサーチ」にも掲載されているが、『The BEST of Aqua Timez』初回生産限定盤の映像特典には未収録となっている。
- 希望の咲く丘から(ディレクター:篠塚将季)
- シャボン玉Days(ディレクター:篠塚将季)
- ひとつだけ(ディレクター:篠塚将季)
1stフルアルバム『風をあつめて』の特典として封入された。
撮影の際、OKP-STARは右目が腫れていたため、アップシーンが全て右向きになってしまった[59]。
- 決意の朝に(ディレクター:篠塚将季)
1stフルアルバム『風をあつめて』の特典として封入された。
- 千の夜をこえて(ディレクター:滝本登鯉)
1stフルアルバム『風をあつめて』の特典として封入された。
はねゆり、中村誠治郎が出演している。
- 歩み
- いつもいっしょ
2ndシングル『千の夜をこえて』の限定特典として封入された。
- しおり(ディレクター:滝本登鯉)
- ALONES(ディレクター:小川直)
ファンクラブ「team AQUA」の会員がエキストラとして出演している。
- 小さな掌(ディレクター:番場秀一)
春日潤也、大出千尋が出演している。
映像は山梨県で撮影された[60]。
- B with U(ディレクター:森淳一)
佐々木希、田島亮（現：田島優成）が出演し、ドラマ仕立てで構成されている。
- ほんとはね(ディレクター:中井泰太郎）
過去のLIVE映像、ファンとの握手や楽屋の中での映像などが使用されている。
- 虹(ディレクター:番場秀一)
学生服を着た学生たちがエキストラとして出演している。都内で撮影された。
- 夏のかけら(ディレクター:久保茂昭)
山梨県で撮影された[61]。
- on the run
「スニッカーズ」とのコラボレーションで制作。(PV中に「スニッカーズ」が登場する)
- Velonica(ディレクター:UGICHIN)
桜木せいらが出演している。横浜で撮影された。
- STAY GOLD(ディレクター:柿本ケンサク)
千葉県で撮影された。
- プルメリア 〜花唄〜(ディレクター:セキ★リュウジ)
元AKB48、SDN48の浦野一美が出演している。
Movie ver.では、ドラマ『ごくせん』の映像が使用されている。
- 最後まで
千葉県立東葛飾高等学校で行われたシークレットライブの模様が使用されている[62]。
- 優しい記憶 〜evalasting II〜
全編アニメーションで構成されている。「The BEST of Aqua Timez」初回生産限定盤の映像特典として収録された。
- 絵はがきの春(ディレクター:増本庄一郎)
神奈川県で撮影された。
- GRAVITY Ø
ハイパースローカメラで撮影されている。
- 真夜中のオーケストラ(ディレクター:喜田夏記)
本人達の志望により、作中の背景は全て喜田夏記の手書きである。
- 風に吹かれて
都内のレコーディングスタジオで撮影された。
- MASK(ディレクター:小嶋貴之)
ディレクターの小嶋は、「Carpe diem tour 2011」の『カルペ・ディエム』『メメント・モリ』の背景映像の作成を手掛けている。
- つぼみ(ディレクター:スミス+三木孝浩)
君野夢真が出演している。「ヒカリノハナ」をモチーフとした幻想的な世界が舞台[63]。
- エデン(ディレクター:スミス+佐藤亜美)
- 手紙返信(ディレクター:上田大樹)
- ヒナユメ(ディレクター:大友貴之+篠塚将季)
茨城県で撮影された。
- 生きて(ディレクター:篠塚将季)
- 最後までⅡ(ディレクター：番場秀一)
鮎川太陽、淡輪ゆきなどが出演している。
- 12月のひまわり(ディレクター:篠塚将季)
太志の故郷である岐阜県岐阜市と都内のレコーディングスタジオで撮影。過去のPV映像、「Shoes and Stargazing Tour 2014」の『決意の朝に』のLIVE映像が使用されている。
- アスナロウ(ディレクター:篠塚将季)
- 未来少女
全編、イラストレーター・六七質によるイラストとアニメーションで構成されている。
- ヒトシズク(ディレクター:番場秀一)
過去のPV映像、「The FANtastic Live Re:loaded」のLIVE映像と、タイアップ先のサントリー『ザ・プレミアム・モルツ〈ジャパニーズエール〉香るエール』をメンバーが飲む映像が使用されている。
- 深呼吸の理由(ディレクター:篠塚将季)
- OLDROSE
TVアニメ『BLEACH』とAqua Timezの放送開始およびデビュー20周年を記念し、『週刊少年ジャンプ』公式YouTubeチャンネル内の企画「JUMP MV」として公開。当曲は太志が『BLEACH』のために書き下ろした。

## タイアップ
| 起用年 | 曲名                       | タイアップ                                                                       |
| ------ | -------------------------- | -------------------------------------------------------------------------------- |
| 2005年 | 等身大のラブソング         | 日本テレビ系 『爆笑問題のススメ』11月度オープニングテーマ                        |
| 2005年 | 等身大のラブソング         | テレビ東京系 『LIVE BANG!』12月度オープニングテーマ                              |
| 2006年 | 等身大のラブソング         | 日本テレビ系 『バリオク! 』1月度エンディングテーマ                               |
| 2006年 | 等身大のラブソング         | 日本テレビ系『音楽戦士 MUSIC FIGHTER』2月度オープニングテーマ                    |
| 2006年 | シャボン玉Days             | 日本テレビ系『恋愛部活』4月エンディングテーマ                                    |
| 2006年 | シャボン玉Days             | 日本テレビ系『音楽戦士 MUSIC FIGHTER』4月度オープニングテーマ                    |
| 2006年 | ひとつだけ                 | 日本テレビ系『音楽戦士 MUSIC FIGHTER』オンエア曲(時期不明)                       |
| 2006年 | 決意の朝に                 | 映画『ブレイブ・ストーリー』主題歌                                               |
| 2006年 | 決意の朝に                 | 花王「メリット」CMソング(映画「ブレイブ・ストーリー」とのコラボCM)               |
| 2006年 | 歩み                       | 日本テレビ系『恋愛部活』7月エンディングテーマ                                    |
| 2006年 | 千の夜をこえて             | 映画『劇場版BLEACH MEMORIES OF NOBODY』主題歌                                    |
| 2006年 | 千の夜をこえて             | 日本テレビ系『音楽戦士 MUSIC FIGHTER』12月度オープニングテーマ                   |
| 2006年 | いつもいっしょ             | 『Music holic』11月度エンディングテーマ                                          |
| 2007年 | 一生青春                   | 「アイシン精機（現:アイシン）」CMソング                                          |
| 2007年 | しおり                     | アサヒ飲料「三ツ矢サイダー」CMソング                                             |
| 2007年 | しおり                     | 日本テレビ系SPドラマ『新幹線ガール』主題歌                                       |
| 2007年 | ALONES                     | テレビ東京系アニメ『BLEACH』6代目オープニングテーマ                              |
| 2007年 | 夢風船                     | NHK BSハイビジョン『地球に暮らす子どもたち』テーマソング                         |
| 2007年 | ハチミツ〜Daddy,Daddy〜    | 日本テレビ系SPドラマ『新幹線ガール』挿入歌                                       |
| 2007年 | プレゼント                 | 日本テレビ系SPドラマ『新幹線ガール』挿入歌                                       |
| 2007年 | 小さな掌                   | TBS系ドラマ『ジョシデカ!-女子刑事-』主題歌                                       |
| 2008年 | 虹                         | 日本テレビ系ドラマ『ごくせん 第3シリーズ』主題歌                                 |
| 2008年 | 秋になるのに               | 三菱自動車「パジェロミニ」CMソング                                               |
| 2008年 | 夏のかけら                 | 映画『フレフレ少女』主題歌                                                       |
| 2008年 | on the run                 | MTV × スニッカーズ コラボソング                                                  |
| 2008年 | Velonica                   | テレビ東京系アニメ『BLEACH』9代目オープニングテーマ                              |
| 2009年 | 虹                         | 株式会社レコチョク 『レコチョクの小部屋「Aqua Timez」篇』TV-CMソング             |
| 2009年 | STAY GOLD                  | 代々木ゼミナール TVCFソング                                                      |
| 2009年 | きらきら                   | KIRIN 「潤る茶」CMソング                                                         |
| 2009年 | 別れの詩 -still connected- | 日本テレビ『ラジかるッ』3月期エンディングテーマ                                  |
| 2009年 | One                        | 毎日放送『第81回選抜高等学校野球大会』イメージソング                             |
| 2009年 | One                        | 毎日放送『第89回全国高校ラグビー大会』テーマソング                               |
| 2009年 | プルメリア 〜花唄〜        | 映画『ごくせん THE MOVIE』主題歌                                                 |
| 2009年 | プルメリア 〜花唄〜        | 「レコチョク」TV-CMソング(PVのMovie ver.の映像を使用)                            |
| 2009年 | 最後まで                   | SONY “WALKMAN” × MTV “ひとつになれる歌” プロジェクト・ソング                     |
| 2009年 | 絵はがきの春               | 味の素「クノール カップスープ」CMソング                                          |
| 2009年 | 絵はがきの春               | 「レコチョク」TV-CMソング                                                        |
| 2010年 | GRAVITY Ø                  | MBS・TBS系アニメ『STAR DRIVER 輝きのタクト』オープニングテーマ                   |
| 2010年 | 風に吹かれて               | 毎日放送『第90回全国高等学校ラグビーフットボール大会』テーマソング               |
| 2011年 | 決意の朝に                 | サッポロビール「それぞれの箱根駅伝物語」CMソング(企業CM)                         |
| 2011年 | 真夜中のオーケストラ       | テレビ東京系アニメ『NARUTO -ナルト- 疾風伝』エンディングテーマ                   |
| 2011年 | 真夜中のオーケストラ       | NARUTO×UTオリジナルDVD テーマソング                                              |
| 2011年 | Full a Gain                | テレビ東京系アニメ『NARUTO -ナルト- 少年篇』オープニングテーマ                   |
| 2011年 | 銀河鉄道の夜               | 映画『豆富小僧』挿入歌                                                           |
| 2012年 | MASK                       | テレビ東京系アニメ『BLEACH』30代目エンディングテーマ                             |
| 2012年 | つぼみ                     | 日本テレビ系ドラマ『ゴーストママ捜査線 〜僕とママの不思議な100日〜』主題歌       |
| 2012年 | つぼみ                     | 株式会社ドワンゴ「dwango.jp」TV-CMソング                                         |
| 2012年 | 輪になって                 | 「Kaepa Active Sports Campaign」TV-CMソング                                      |
| 2013年 | エデン                     | MBS・TBS系アニメ『マギ The kingdom of magic』エンディングテーマ                  |
| 2014年 | ヒナユメ                   | 日本テレビ系『ミュージックドラゴン』POWER PLAY                                   |
| 2014年 | 生きて                     | TBS系ドラマ『SAKURA〜事件を聞く女〜』主題歌                                      |
| 2015年 | さくら道                   | 日本テレビ系『PON!』4月度エンディングテーマ                                      |
| 2015年 | 最後までII                 | テレビ東京系アニメ『銀魂゜』エンディングテーマ                                   |
| 2016年 | 12月のひまわり             | 読売テレビ・日本テレビ系『情報ライブ ミヤネ屋』10月～12月エンディングテーマ      |
| 2016年 | ソリに乗って               | 日本テレビ系『PON!』12月度エンディングテーマ                                     |
| 2018年 | たかが100年の              | PlayStation 4用ゲーム『グランクレスト戦記』主題歌                                |
| 2018年 | 未来少女                   | 読売テレビ・日本テレビ系『情報ライブ ミヤネ屋』4月～6月エンディングテーマ        |
| 2024年 | ヒトシズク                 | サントリー『ザ・プレミアム・モルツ〈ジャパニーズエール〉香るエール』Web-CMソング |
| 2025年 | 深呼吸の理由               | NHK『みんなのうた』2025年2月〜3月度使用曲                                        |